# Academy of Country Music Awards 2021
O Academy of Country Music Awards 2021 foi realizado em 18 de abril de 2021, em Nashville, Tennessee, nos Estados Unidos, e transmitido de vários locais de Nashville. 
A cerimônia foi co-apresentada por Keith Urban e Mickey Guyton, e não envolveu público pagante devido à então vigente pandemia de COVID-19, mas contou com um número limitado de profissionais da saúde.

## Antecedentes
Em 11 de março de 2021, a CBS anunciou que a cerimônia seria co-apresentada por Keith Urban e Mickey Guyton. Com sua participação, Guyton se tornou a primeira mulher afro-americana, e a segunda pessoa afro-americana, a apresentar a cerimônia, depois de Charley Pride, que co-apresentou a cerimônia em 1984. A lista completa de artistas a se apresentar foi anunciada em 5 de abril de 2021, incluindo um recorde de quatro artistas negros.
Devido à pandemia de COVID-19, a premiação seguiu um formato semelhante ao da 55ª cerimônia, utilizando diversos locais e incluindo uma mistura de apresentações ao vivo e pré-gravadas. Tal como acontecera no ano anterior, a cerimônia foi transmitida do Grand Ole Opry House, do Ryman Auditorium e do Bluebird Café, enquanto as apresentações foram realizadas no The Station Inn, Lower Broadway e no Rio Cumberland. Ao contrário da cerimónia anterior, um número limitado de profissionais da saúde foram convidados a participar da cerimónia no Grand Ole Opry House e no Ryman Auditorium, sentados nas galerias, enquanto os pisos principais foram utilizados para acomodar grupos rotativos de indicados.
Em 3 de fevereiro de 2021, a Academy of Country Music anunciou que Morgan Wallen estava inelegível de receber indicações ou se envolver na cerimônia, em meio a críticas a Wallen por causa de um vídeo que o retratava usando um insulto racial. A ACM afirmou que “não tolera nem apoia a intolerância ou comportamento que não se alinhe com o nosso compromisso e dedicação à diversidade e inclusão”. Os indicados foram anunciados em 21 de fevereiro de 2021, com Miranda Lambert, Maren Morris e Chris Stapleton liderando com quatro indicações cada.

## Apresentações
Em 15 de abril de 2021, a ACM anunciou o setlist oficial da cerimônia. Luke Bryan estava originalmente programado para se apresentar na cerimônia, mas teve que desistir após testar positivo para COVID-19, sendo substituído por Lady A.
| Artista(s)                                   | Canção(ões) | Local                | Apresentado(s) por        |
| -------------------------------------------- | --- | -------------------- | ------------------------- |
| Miranda Lambert Elle King                    | "Drunk (And I Don't Wanna Go Home)" | Grand Ole Opry House | —                         |
| Chris Young Kane Brown                       | "Famous Friends" | Ryman Auditorium     | Keith Urban Mickey Guyton |
| Thomas Rhett                                 | "Country Again" "What's Your Country Song" | Grand Ole Opry House | Keith Urban               |
| Chris Stapleton Miranda Lambert              | "Maggie's Song" | Bluebird Café        | —                         |
| Maren Morris Ryan Hurd                       | "Chasing After You" | Ryman Auditorium     | Mickey Guyton             |
| Lady A                                       | "Like a Lady" | Bridge Building      | —                         |
| Gabby Barrett Cade Foehner                   | "The Good Ones" | Bluebird Café        | —                         |
| Dierks Bentley The War and Treaty Larkin Poe | "Pride (In the Name of Love)" | Bluebird Café        | —                         |
| Carrie Underwood CeCe Winans                 | "Amazing Grace" (Underwood) "Great Is Thy Faithfulness" (Underwood e Winans) "The Old Rugged Cross" (Underwood e Winans) "How Great Thou Art" (Underwood) | Grand Ole Opry House | Dolly Parton              |
| Eric Church                                  | "Bunch of Nothing" | Ryman Auditorium     | Keith Urban               |
| Dan + Shay                                   | "Glad You Exist" | Bluebird Café        | —                         |
| Luke Combs                                   | "Forever After All" | Grand Ole Opry House | —                         |
| Miranda Lambert Jack Ingram Jon Randall      | "In His Arms" | Grand Ole Opry House | Mickey Guyton             |
| Jimmie Allen Brad Paisley                    | "Freedom Was a Highway" | Bluebird Café        | Brad Paisley              |
| Kenny Chesney                                | "Knowing You" | Grand Ole Opry House | —                         |
| Ashley McBryde                               | "Martha Divine" | Bridge Building      | —                         |
| Alan Jackson                                 | "Drive (For Daddy Gene)" "You'll Always Be My Baby" | Ryman Auditorium     | Ashley McBryde            |
| Blake Shelton                                | "Austin" "Minimum Wage" | Grand Ole Opry House | —                         |
| Carly Pearce Lee Brice                       | "I Hope You're Happy Now" | Grand Ole Opry House | —                         |
| Mickey Guyton                                | "Hold On" | Grand Ole Opry House | —                         |
| Keith Urban                                  | "Tumbleweed" | Grand Ole Opry House | Mickey Guyton             |
| Brothers Osborne                             | "I'm Not For Everyone" | Ryman Auditorium     | Keith Urban               |
| Kelsea Ballerini Kenny Chesney               | "Half of My Hometown" | Grand Ole Opry House | —                         |
| Little Big Town                              | "Wine, Beer, Whiskey" | Lower Broadway       | Phillip Sweet             |
| Brothers Osborne                             | "Dead Man's Curve" | Ryman Auditorium     | Keith Urban Mickey Guyton |

Notas
1. 1 2  Pré-gravado.

## Vencedores e indicados
Os indicados foram anunciados no dia 9 de abril de 2024, no programa de rádio The Bobby Bones Show e no site da Academy of Country Music.
| Artista do Ano (apresentado por Keith Urban e Mickey Guyton]) | Álbum do Ano (apresentado por Clay Walker) |
| --- | --- |
| - Luke Bryan - Eric Church - Luke Combs - Thomas Rhett - Chris Stapleton | - Starting Over – Chris Stapleton - Born Here Live Here Die Here – Luke Bryan - Mixtape Vol. 1 – Kane Brown - Never Will – Ashley McBryde - Skeletons – Brothers Osborne |
| Cantora do Ano (apresentado por Amy Grant) | Cantor do Ano (apresentado por Ingrid Andress) |
| - Maren Morris - Kelsea Ballerini - Miranda Lambert - Ashley McBryde - Carly Pearce | - Thomas Rhett - Dierks Bentley - Eric Church - Luke Combs - Chris Stapleton |
| Grupo do Ano (apresentado por Blanco Brown) | Dupla do Ano (apresentado por Leslie Jordan) |
| - Old Dominion - Lady A - Little Big Town - The Cadillac Three - The Highwomen | - Dan + Shay - Brooks & Dunn - Brothers Osborne - Florida Georgia Line - Maddie & Tae |
| Single do Ano (apresentado por Martina McBride) | Canção do Ano (apresentado por Darius Rucker) |
| - "I Hope You're Happy Now" – Carly Pearce e Lee Brice - "Bluebird" – Miranda Lambert - "I Hope" – Gabby Barrett - "More Hearts Than Mine" – Ingrid Andress - "The Bones" – Maren Morris | - "The Bones" – Jimmy Robbins, Maren Morris, Laura Veltz - "Bluebird" – Luke Dick, Miranda Lambert, Natalie Hemby - "One Night Standards" – Ashley McBryde, Nicolette Hayford, Shane McAnally - "Some People Do" – Jesse Frasure, Matt Ramsey, Thomas Rhett, Shane McAnally - "Starting Over" – Chris Stapleton, Mike Henderson |
| Cantora Revelação do Ano | Cantor Revelação do Ano |
| - Gabby Barrett - Ingrid Andress - Tenille Arts - Mickey Guyton - Caylee Hammack | - Jimmie Allen - Travis Denning - Hardy (singer)\|Hardy - Cody Johnson - Parker McCollum |
| Compositor do Ano | Vídeo do Ano |
| - Hillary Lindsey - Ashley Gorley - Hardy - Shane McAnally - Josh Osborne | - "Worldwide Beautiful" – Kane Brown - "Better Than We Found It" – Maren Morris - "Bluebird" – Miranda Lambert - "Gone" – Dierks Bentley - "Hallelujah" – Carrie Underwood e John Legend |
| Evento Musical do Ano | |
| - "I Hope You're Happy Now" – Carly Pearce e Lee Brice - "Be a Light" – Thomas Rhett, Reba McEntire, Hillary Scott, Chris Tomlin e Keith Urban - "Does to Me" – Luke Combs e Eric Church - "Nobody but You" – Blake Shelton e Gwen Stefani - "One Beer" – Hardy, Lauren Alaina e Devin Dawson - "One Too Many" – Keith Urban e P!nk | |

Notas
1. ↑  Ao vivo de Los Angeles, Califórnia, nos Estados Unidos.
2. 1 2  Presente(s) no Bluebird Café.
3. 1 2 3 4  Presente(s) no Grand Ole Opry House.
4. ↑  Recebido por Maren Morris no Grand Ole Opry House.